# Momification chez les Guanches

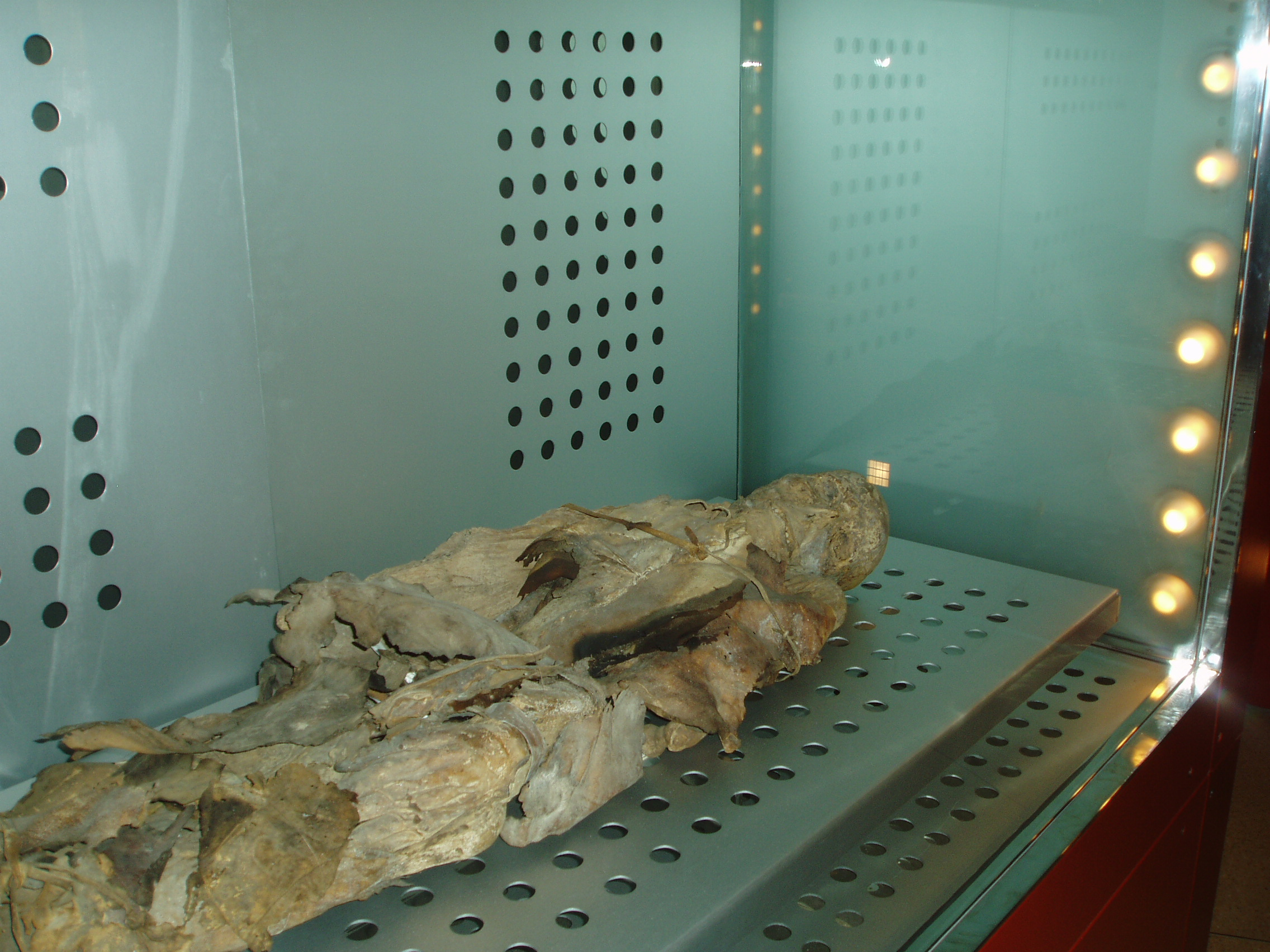
dans le Museo de la Naturaleza y el Hombre (Santa Cruz de Tenerife).

Les Guanches, les anciens habitants des Tenerife (îles Canaries, Espagne), avaient l'habitude de momifier leurs morts.
Cette pratique était destinée à préserver le corps du défunt par l'embaumement au moyen de techniques similaires à celles exercées dans d'autres civilisations antiques. Son but, lié aux croyances religieuses, était de protéger le corps pour une ascension métaphysique. De plus, elle distinguait le rang social. Bien que les momies n'aient pas été trouvées sur toutes les 
îles Canaries, c'est sur l'île de Tenerife où elle a atteint son apogée. En fait, les recherches actuelles soutiennent que la pratique de la momification dans les îles Canaries était concentrée exclusivement sur l'île de Tenerife, tandis que sur des îles telles que Gran Canaria et La Palma, elle était plutôt conservée par des facteurs environnementaux.
La momification chez les Guanches est, à bien des égards, similaire à celle pratiquée par les  Égyptiens anciens. Préserver les corps de la corruption, par son processus, avait pour but de garder un souvenir unique et d'honorer les morts. Le musée de la Nature et l'Homme (musée archéologique de Tenerife), à Santa Cruz de Tenerife, présente la plupart de ces momies, qui, pendant des siècles, ont suscité la curiosité scientifique en Europe. Mais il y a aussi plusieurs autres momies dans les musées à travers le monde, tels que le musée archéologique national de Madrid (Espagne), le British Museum à Londres (Royaume-Uni) ou le musée du Louvre à Paris (France), entre autres.
Les restes momifiés les plus anciens des îles Canaries remontent au IIIe siècle et ont été trouvés à Tenerife.